# Шеметівщина
Шеметівщина (біл. вёска Шэметаўшчына) — село в складі Молодечненського району Мінської області, Білорусь. Село підпорядковане Радошковицькій сільській раді, розташоване в центральній частині області.